# Rennrodel-Weltmeisterschaften 2029
Die 56. Rennrodel-Weltmeisterschaften sollen im Januar oder Februar 2029 auf Olympia-Bobbahn Mount Van Hoevenberg in Lake Placid ausgetragen werden.
Die von der Fédération Internationale de Luge ausgetragenen interkontinentalen Titelkämpfe sollen nach 1983 und 2009 zum dritten Mal auf der Olympiabahn von 1932 und 1980 im Bundesstaat New York stattfinden. Es sind Wettbewerbe in den Einsitzern für Männer und Frauen, dem Doppelsitzer für Männer und Frauen, der Disziplin der Teamstaffel sowie im Mixed-Wettbewerb der Einsitzer und Doppelsitzer vorgesehen. Abgesehen von der Teamstaffel und den Mixed-Wettbewerben sollen für die Rennen jeweils zwei Entscheidungsläufe ausgetragen werden.

## Vergabe
Im Juni 2025 vergab der Kongress der Weltverbandes Fédération Internationale de Luge die Austragung der Weltmeisterschaften 2029 an Lake Placid. Für die Durchführung der Weltmeisterschaften sind umfangreiche Modernisierungsarbeiten an der Bahn vorgesehen, inklusive eines neuen Starthauses für Frauen und Doppelsitzer, nachhaltiger Kühlsysteme sowie moderner Video-, Licht- und Zeitmessungstechnik. Die Bahn in den Vereinigten Staaten war 1932 und 1980 bereits zwei Mal Austragungsort von Olympischen Winterspielen. Zudem wurden dort 1983 und 2009 insgesamt zwei Mal Rodelweltmeisterschaften ausgetragen. Die Weltmeisterschaften in Bob und Skeleton wurden zuletzt 2025 auf der Bahn ausgetragen.